# Zorba (film)
Zorba (originaltitel: Zorba the Greek, eller Alexis Zorbas) är en amerikansk-brittisk-grekisk dramafilm från 1964 i regi av cyprioten Michael Cacoyannis. I titelrollen ses Anthony Quinn.

## Handling
Engelsmannen Basil (Alan Bates) kommer till Kreta för att ta ett arv i besittning. Han möter Zorba (Anthony Quinn), som visar honom konsten att njuta av livet. Senare möter Basil den vackra änkan (Irene Papas).

## Rollista (i urval)
- Anthony Quinn - Alexis Zorba
- Alan Bates - Basil
- Irene Papas - Änkan
- Lila Kedrova - Madame Hortense
- Sotiris Moustakas - Mimithos
- Anna Kyriakou - Soul
- Eleni Anousaki - Lola
- Yorgo Voyagis - Pavlo
- Pia Lindström - Bondflicka

## Produktion
Filmen är baserad på romanen Spela för mig, Zorba av Nikos Kazantzakis. Mikis Theodorakis gjorde filmmusiken, och titellåten "Zorba" blev en internationell framgång.
Filmen distribuerades i USA under titeln Zorba, the Greek. Den hade svensk premiär den 20 april 1965 på biografen Park i Stockholm.
Zorba nominerades för sju Oscar. Den vann tre: bästa kvinnliga biroll (Lila Kedrova), bästa foto (Walter Lassally) och bästa scenografi (Vassilis Photopoulos).
Filmen sattes även upp som musikal på Broadway 1968 och 1983.